# Soldatens lön
Soldatens lön (Soldiers' Pay) är den amerikanske författaren och nobelpristagaren William Faulkners debutroman, utgiven 1926.

## Handling
Romanen handlar om en svårt skadad stridspilot som återvänder hem till en liten by i Georgia efter första världskrigets slut. Han eskorteras dit av en krigsveteran och en änka vars man har dödats i kriget. Handlingen kretsar bland annat kring huvudpersonens förhållande till sin fästmö som varit otrogen under hans bortvaro och änkans önskan att bryta deras förlovning för att själv gifta sig med honom.